# Show You
Show You è un singolo del rapper statunitense Tyga, pubblicato il 29 marzo 2013 su etichetta Young Money Entertainment.

## Tracce
1. Show You – 4:29